# Tidsaxel över stora nordiska kriget
Tidsaxel över stora nordiska kriget. Denna lista behandlar händelser från stora nordiska kriget i kronologisk ordning.

## 1700
- 12 februari - En sachsisk armé anfaller Riga.
- 20 mars - Danska trupper anfaller Holstein-Gottorp.
- 25 juli - Svenska trupper landstiger vid Humlebæk på Själland.
- 1 oktober - Karl XII och delar av den svenska armén inleder seglatsen från Karlshamn till Pernau i Livland.
- 17 november - Slaget vid Pühhajoggi pass, en liten drabbning på uppmarchsen till Slaget vid Narva.
- 20 november - Slaget vid Narva, svenska armén vinner ett stort slag mot ryska trupper som belägrat Narva.

## 1701
- 9 juli - Övergången vid Düna, svenska trupper slår en sachsiska vid floden Düna utanför Riga samt korsar den.
- 15 september - Slaget vid Rauge, svenska trupper vinner över en numerärt överlägsen motståndare.
- 30 december - Slaget vid Errastfer, ryska trupper segrar mot svenska vid Errastfer, nuvarande Estland.

## 1702
- 9 juli - Slaget vid Kliszów, svenska trupper under Karl XII vinner över sachsiska och polska
- 19 juli - Slaget vid Hummelshof, ryska trupper segrar över svenska vid Hummelshof, Livland.

## 1703
- 19 mars - Slaget vid Saladen, Svenska trupper segrar över ryska vid Saladen.
- 21 april - Slaget vid Pultusk, svenska trupper vinner över sachsiska .
- 17 maj - Peter den Store börjar bygga St Petersburg.
- 3 oktober - Den polska staden Thorn intas av svenska trupper.

## 1704
- 26 juli - Slaget vid Jakobstadt, svenska trupper segrar över ryska.
- 9 augusti - Slaget vid Posen, svenska trupper segrar över sachsiska.
- 10 augusti - Belägringen av Narva, ryska trupper intar Narva.
- 27 augusti - Karl XII intar Lemberg.
- 28 oktober - Slaget vid Punitz, svenska trupper segrar över sachsiska.

## 1705
- 16 juli - Slaget vid Gemauerthof, svenska trupper segrar över sachsiska.
- 21 juli - Slaget vid Rakowitz, svenska trupper segrar över polska.
- 24 augusti - Stanisław I Leszczyński, kröns till kung av Polen.
- 18 november - Freden i Warszawa, Sverige och Polen sluter fred

## 1706
- 15 januari - Slaget om Grodno, svenska trupper under Karl XII segrar över ryska.
- 3 februari - Slaget vid Fraustadt, Svenska trupper under Carl Gustaf Rehnskiöld vinner över en sachsisk/rysk styrka
- 27 augusti - Svenska armén går in i Sachsen.
- 14 september - Freden i Altranstädt, Sverige och Sachsen sluter fred.
- 19 oktober - Slaget vid Kalisch.

## 1707
- 22 augusti - Karl XII:s ryska fälttåg börjar, svenska armén går mot Ryssland.

## 1708
- 4 juli - Slaget vid Holowczyn, Svenska trupper under Karl XII vinner ett stort slag mot ryska.
- 6 juli/7 juli - Anfallet mot Borgå.
- 31 augusti - Slaget vid Malatitze.
- 29 september - Slaget vid Lesna, Lewenhaupts kår förlorar ett slag mot ryska trupper vilket innebär att hela trossen förstörs.

## 1709
- 7 januari - Stormningen av Vepryk, svenska trupper stormar Veprik. Stormningen misslyckas och många stupar.
- 28 juni - Slaget vid Poltava, ryska trupper under Peter den Store segrar över den svenska armén.
- 1 juli - Kapitulationen vid Perevolotnja, svenska armén kapitulerar.
- 22 juli - Karl XII anländer till Bender.
- 8 augusti - Danmark förklarar Sverige krig.
- 30 september - August II av Polen sluter ett nytt fördrag med Peter den Store.

## 1710
- 28 februari - Slaget vid Helsingborg, Magnus Stenbocks armé segrar över danska trupper.
- 24 september - Slaget vid Köge bukt.
- 30 september - Ryska trupper intar Reval.

## 1711
- 9 juli - den turkiska armén omringar den ryska armén vid Prut. Men den ryska får fritt avtåg

## 1712
- 11 april - Slaget vid Fladestrand.
- 9 december - Slaget vid Gadebusch, svenska trupper under Magnus Stenbock segrar över dansk/sachsisk armé.

## 1713
- 1 februari - Kalabaliken i Bender.
- 5 maj - Kapitulationen i Tönningen, Magnus Stenbocks armé kapitulerar.
- 6 oktober - Slaget vid Pälkäne.

## 1714
- 19 februari - Slaget vid Storkyro, ryska trupper segrar över svenska i Finland.
- 27 juli - Sjöslaget vid Hangöudd.
- 27 oktober- 11 november - Karl XII:s ritt från Piteşti till Stralsund.

## 1715
- 13 april - Sjöslaget i Femer bält.
- 16 april - Preussen och Hannover sluter ett fördrag mot Sverige.
- 28 juli - Sjöslaget under Rügen.
- 5 november - Slaget vid Stresow, de allierade intar Rügen.
- 13 december - Karl XII landstiger i Skåre vid Trelleborg.

## 1716
- 8 april - besittningen i Wismar kapitulerar.
- 25 februari - Karl XII:s norska fälttåg 1716 inleds.
- 10 mars - Slaget om Kristiania.
- 8 juli - Slaget vid Dynekilen.
- 6 september - Karl XII anländer till Lund, där han stannar i två år.

## 1718
- 30 oktober - Karl XII:s norska fälttåg 1718 inleds.
- 30 november - Karl XII blir skjuten till döds i Fredriksten.
- 6 december - Karl XII:s lik förs till Uddevalla.

## 1719
- 23 januari - Ulrika Eleonora väljs till ny regent.
- 13 augusti - Slaget vid Stäket.
- 9 november - Sverige sluter fred med Hannover och avträder Bremen och Verden mot 1 000 000 riksdaler.

## 1720
- 21 januari - Sverige sluter fred med Preussen och avträder Stettin och ett område mellan Oder och Peene samt öarna Wolin och Usedom mot 2 000 000 riksdaler.
- 29 februari - Ulrika Eleonora abdikerar och Fredrik I blir kung.
- 3 juni - Freden i Frederiksborg, Sverige sluter fred med Danmark, Sverige förlorar tullfriheten i Öresund och 600 000 riksdaler.
- 27 juli - Sjöslaget i Ledsund

## 1721
- 25 maj - Slaget vid Selånger, den sista striden under stora nordiska kriget. En rysk styrka vinner över ett svenskt förband.
- 30 augusti - Freden i Nystad, Sverige och Ryssland sluter fred. Sverige avträder Viborgs län, en del av karelen, ingermanland, Estland, Livland samt öarna Ösel och Dagö mot 2 000 000 riksdaler.